# برج کبوترخان کسنویه
برج کبوترخان کِسْنَویّه مربوط به دوره صفوی است و در یزد، محله کسنویه واقع شده و این اثر در تاریخ ۷ مهر ۱۳۸۱ با شمارهٔ ثبت ۶۵۵۲ به‌عنوان یکی از آثار ملی ایران به ثبت رسیده است.برج کبوتر خانه محله کسنویه یزد در حال حاضر در بوستان کسنویه واقع است که قبل از ساخت بوستان کنار باغی بنام باغ باغیها و باغ وزیر و دو طرف برج تعدادی ساختمان های خشت و گلی وجود داشته که قسمتی از آن توسط  مالکین و قسمتی دیگر از آن توسط شهرداری جهت محوطه سازی پارک تخریب و تنها برج با پیگیری اهالی محل به ثبت میراث فرهنگی رسیده است.
ارتفاع کف برج نسبت به سطح دریا ۱۱۷۳ متر می باشد. ارتفاع فعلی برج از کف پارک ۱۵.۴ و ارتفاع  آن قبل از محوطه سازی پارک ۱۶.۲ و ارتفاع اصلی برج حدود ۲۱ متر بوده که بر اثر عوامل طبیعی  و انسانی تخریب شده است که همت مسئولین میراث فرهنگی جهت بازسازی کامل برج و ارتفاع واقعی آن را می طلبد این اثر باستانی با توجه به خشت و گلی بودن آن در جهان و ایران منحصر به فرد میباشد . طبق گزارشات میراث فرهنگی برج کبوترخانه محله کسنویه یزد مربوط به دوره صفویه است و این اثر در تاریخ۸۱/۰۷/۰۷  با شماره ثبت ۶۵۵۲ بعنوان یکی از آثار ملی ایران به ثبت رسیده است.این برج در قدیم به نام برج افغان و در دهه های بعد به نام برج باغیها معروف و شامل دوقسمت است که با پلی سنگی به باغ وزیر که  توسط میرزا معین منصوب از شاه صفی وزیر یزد که در این مکان برج و عمارتی ساخت و بعدها به میرزا محمد واگذار شد مرتبط میشود. 
برج کبوترخانه کسنویه شامل سه طبقه قطر دایره پلان آن ۹ متر وارتفاعش اولیه اش ۲۱ متر که به مرور زمان و تخریب وهم اکنون تا سطح زمین ۱۵ متر است .
در داخل بنا پله هایی به صورت مارپیچ و چسبیده بنا شده که تا پشت بام ادامه داره  این برج به صورت مدور بوده و ۲۲۲ متر مربع مساحت آن است  ظاهر بنا از بیرون استوانه ای شکل و در قسمت انتهایی کنگره ای شکل کمی پایین تر از کنگره، تزئینات گچی مقرنس دیده می شه که علاوه بر زیبایی ظاهرش، همچون سدی در برابر ورود حشرات موذی بوده است.